# Bandeira de Pskov
A Bandeira de Pskov é considerada um dos símbolos do Oblast de Pskov, uma subdivisão da Federação Russa, embora não seja uma bandeira oficial. Esta unidade da federação é a única que não possui uma bandeira oficializada.

## Descrição
Seu desenho consiste em um retângulo de proporções largura comprimento de 2:3, dividido em três partes (domínios N 1, N 2, N 3) por uma faixa branca, sendo  N 1 verde, N 2 azul e N 3 vermelho. As cores da bandeira seguem o padrão da maioria dos países do leste europeu, de algumas bandeiras de outras subdivisões russas, assim como a própria Bandeira da Rússia, ou seja, usam as cores Pan-Eslavas que são o vermelho, o branco e o azul.